# Nelsonville (Wisconsin)
Pour les articles homonymes, voir Nelsonville.
Nelsonville est un village du comté de Portage, dans l'État du Wisconsin, aux États-Unis. En 2020, il comptait une population de 158 habitants.